# Чёнки
Чёнки (транслит.: Čonki; бел. Чо́нкі) — посёлок в Гомельском районе Гомельской области Республики Беларусь. Административный центр Чёнковского сельсовета.

## География
Расположен в 3 км на юг от Гомеля. На юге граничит с лесом — реликтовой дубравой.

### Гидрография
На реке Сож (приток Днепра), 

## История

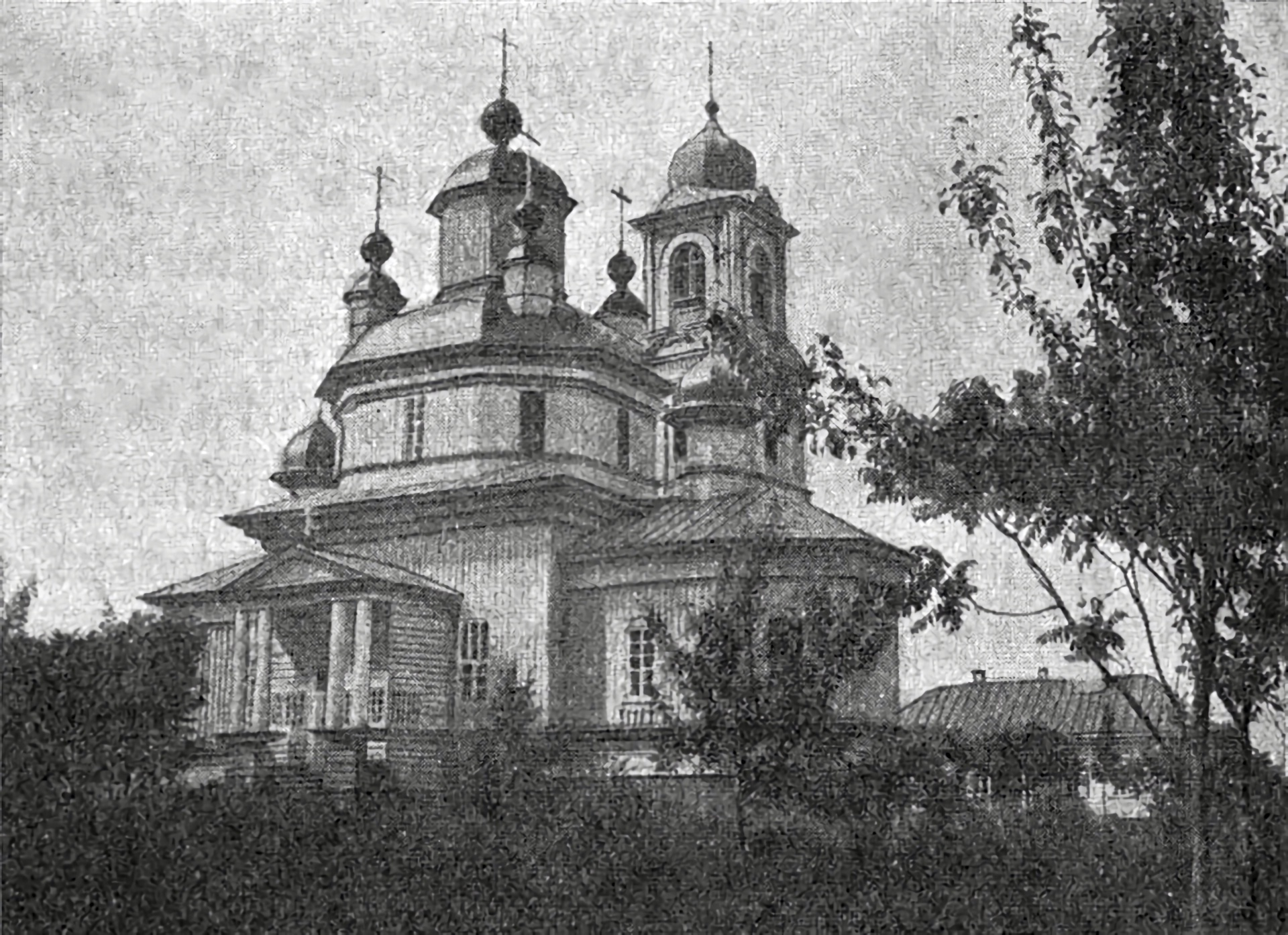
Деревянная церковь Макарьевского монастыря (1775 г., снесена в советское время)

Археологами в 400 м на юго-запад обнаружено поселение 3 четверти I тысячелетия н. э. и эпохи Киевской Руси. Эта находка свидетельствует о заселении этих мест с древних времён.
Согласно письменным источникам деревня известна с XVII века, когда здесь начали селиться беглецы из России из-за религиозных преследований. После 1-го раздела Речи Посполитой (1772 год) в составе Российской империи. В 1775 году на землях шляхтичей Кличевских и Устиновичей основан старообрядческий Успенский мужской монастырь, который в 1822 году перешёл в никонианское православие. В 1877 году построена деревянная церковь, работало кирпичное производство. В 1907 году открыто народное училище.
В 1927 году создана сельскохозяйственная артель. В 1940 году начал работу детский санаторий «Чёнки».
Во время Великой Отечественной войны в июле-августе 1941 года базировался оперативно-учебный центр подготовки диверсионных групп. В боях 10-11 ноября 1943 года возле посёлка и деревни Бобовичи при форсировании реки Сож погиб 1761 советский солдат 48-й армии, похороненные в братской могиле напротив дома отдыха. Посёлок освобождён 17 октября 1943 года. На фронтах погибли 26 жителей посёлка. В феврале-июле 1944 года в доме отдыха располагался Белорусский штаб партизанского движения.
С 1988 года центр Чёнковского сельсовета. Центр подсобного хозяйства «Чёнки» Гомельского предприятия «Кристалл». Размещаются 9-летняя и музыкальная школы, комплексно-приёмный пункт, библиотека, отделение связи, 3 магазина.
В Чёнках расположены санаторий-профилакторий «Чёнки», Учреждение «Гомельский областной детский Центр медицинской реабилитации «Живица», туристическо-оздоровительный центр «Сож», санаторий-профилакторий «Машиностроитель» («Гомсельмаш»), а так же ряд детских летних лагерей.

## Транспортная система
Транспортная связь по автомобильной дороге с Гомелем.
| Год, месяц, сейчас  | Маршруты и маршрутное такси                                                                |
| ------------------- | ------------------------------------------------------------------------------------------ |
| Раньше 2014 года    | Следовали пригородные автобусные маршруты № 208, 257 и маршрутное такси № 110              |
| С августа 2015 года | Следуют городские автобусные маршруты № 54э и 55, а также маршрутное такси № 55-т.         |
| Сейчас              | Следуют городские автобусные маршруты № 54, 54а, 55 и 55б а также маршрутное такси № 55-т. |

В посёлке 946 жилых домов (2004 год). Планировка складывается из слегка выгнутой с меридиональной ориентацией улицы. Застройка двухсторонняя, дома кирпичные и деревянные, усадебного типа.

## Население
- 1926 год — 63 двора
- 2004 год — 946 дворов, 2611 жителей
- 2014 год — 4500 жителей
- 2009 год — 2 648 жителей (перепись населения)
- 2019 год — 3 888 жителей (перепись населения)

## Культура
- Дом культуры
- Музей

## Достопримечательность
- Городище периода раннего железного века (V век до н.э. – V век н.э.)
- Аллея «Единство». Заложена 16 сентября 2021 года ко Дню народного единства

### Памятник, скульптура
- Братская могила (1943) —  Историко-культурная ценность Республики Беларусь, шифр 313Д000229.
- Памятник Воинам-землякам, погибшим в годы Великой Отечественной войны (2015). Увековечены имена 116 воинов.
- Памятник участникам партизанского движения.
- Памятный знак И. Г. Старинову (2019). Установлен на территории санатория «Чёнки».

## В топонимике
- Улица Ченковская — в Чёнках, Гомеле.

## Известные уроженцы
- И. С. Зайцев — Герой Советского Союза